# IPhone
iPhone es una línea de teléfonos inteligentes de alta gama diseñada y comercializada por Apple Inc. Ejecuta el sistema operativo móvil iOS, conocido hasta mediados de 2010 como "iPhone OS".
El iPhone dispone de cámara de fotos y un reproductor de música (equivalente al del iPod), además de software para enviar y recibir mensajes de texto y de voz. También ofrece servicios de Internet, como enviar, recibir y leer correo electrónico, cargar páginas web y conectividad por Wi-Fi. La primera generación de teléfonos eran GSM cuatribanda con la tecnología EDGE; la segunda generación incluía UMTS con HSDPA.; la sexta generación ya incluía 4G LTE. La decimotercera generación comenzó a incluir soporte para redes 5G.
Steve Jobs anunció públicamente el iPhone en la Macworld Conference & Expo el 9 de enero de 2007, tras varios rumores y especulaciones que circulaban desde hacía meses. El iPhone se introdujo inicialmente en los Estados Unidos el 29 de junio de 2007. Fue nombrado «Invento del año» por la revista Time en 2007. El 11 de julio de 2008 salió a la venta el iPhone 3G, disponible en 22 países y en 70 para finales de año. Esta versión soportaba la transmisión de datos por 3G a una velocidad más rápida y tecnología AGPS.
Para el evento WWDC 2009 se presentó el iPhone 3GS (S de Speed, velocidad), con el mismo diseño que el 3G, pero con hardware mejorado. El iPhone 3GS fue hasta dos veces más rápido que su predecesor cargando páginas web o ejecutando aplicaciones, saca partido del estándar OpenGL ES 2.0 para ofrecer mejores gráficos 3D, soporta HSDPA a 7,2 MB (también conocido como 3.5G), cuenta con una nueva cámara de 3 megapíxeles con enfoque automático y grabación de vídeo, control por voz, brújula y soporte integrado para el Nike+iPod.[cita requerida]
El 26 de junio de 2010 en la WWDC 2010 Apple presentó el iPhone 4, con un diseño renovado tanto estéticamente, abandonando su estética redondeada, como a nivel hardware. Contiene el SoC Apple A4, creado por Intrinsity y Samsung, que es el mismo que contiene el iPad, el Samsung Exynos 4210 al igual que el Samsung Galaxy S II), aunque reducido de frecuencia de trabajo, 512 MB de memoria RAM, un panel LCD IPS de alta resolución autodenominado Retina Display, 2 cámaras, una de 5 megapíxeles con opción para grabar en HD 720p y la otra VGA.
Al año 2025 existen cuarenta y dos modelos del iPhone: el de 1ª generación, 3G, 3GS, 4, 4s, 5, 5c, 5s, 6, 6 Plus, 6s, 6s Plus, SE 1ª generación, 7, 7 Plus, 8, 8 Plus, X, XS, XS Max, XR, 11, 11 Pro, 11 Pro Max, SE 2ª generación, 12, 12 mini, 12 Pro, 12 Pro Max, 13, 13 mini, 13 Pro, 13 Pro Max, SE 3ª generación, 14, 14 Plus, 14 Pro, 14 Pro Max, 15, 15 Plus, 15 Pro, 15 Pro Max, 16, 16 Plus, 16 Pro, 16 Pro Max y 16e.

## Historia
Los ingenieros de Apple Inc. investigaron la pantalla táctil, bajo la dirección del expresidente de Apple. iPhone desarrolló el dispositivo con la colaboración exclusiva y sin precedentes de AT&T Mobility- Cingular Wireless en el momento del inicio del teléfono- con un costo de desarrollo de 150 millones de dólares. Durante el desarrollo del iPhone el nombre clave con el que se denominó fue “purple2”, la empresa rechazó el diseño del comité desarrollado por Motorola.
El 11 de julio de 2007, Apple lanzó el iPhone 3 en 22 países. El primer iPhone 3 fue vendido en Auckland, Oregon, a Gabriel Grau Arnedo, pasado un minuto de la medianoche. En Estados Unidos, para comprar el nuevo teléfono era necesario firmar un contrato de 2 años con [AT&T]. Los primeros días muchas unidades del iPhone 3G fallaron por sobrecarga en los servidores Apple de iTunes. iStore etc.

## Generaciones
Cada generación destaca por una mejora sustancial en la tecnología constructiva del hardware y de programación del software, que trae como consecuencia, un rendimiento superior en comparación a generaciones pasadas.

### 2007-2010: 1era generación. La revolución de los smartphones iPhone, 3G y 3GS
El primer iPhone fue lanzado el año 2007. Poseía pantalla táctil capacitiva, altavoz, puerto para auriculares, micrófono, cámara de 2 megapíxeles, conectividad EDGE y Wi-Fi. Puede reconocerse por su parte trasera, que está dividida en 2: la parte superior es de aluminio, mientras que la inferior es de plástico negro y contiene las antenas. Tiene un procesador de un solo núcleo y una memoria RAM de 128 MB. Tiene modelos con memoria interna de 4 GB (que solo se vendió 2 meses), 8 GB y 16 GB. Su pantalla es de 3,5 pulgadas tipo LCD, táctil y una resolución de 320 x 480 píxeles.
En 2022, este iPhone es una pieza de coleccionista algo difícil de conseguir. Las unidades nuevas y con la caja sellada pueden llegar a valer unos cuantos miles de dólares. Cabe destacar, que de este iPhone al 4, los iPhone utilizaban un puerto de carga distinto al actual.
El modelo 3G, físicamente similar al iPhone de primera generación. Este modelo incorpora conectividad 3G, tal y como su nombre lo indica, A-GPS (GPS Asistido) y una nueva carcasa enteramente de plástico en color negro o blanco glossy curva (la carcasa blanca solo estaba disponible en el modelo de mayor capacidad), además de las características del primer iPhone, algo más delgado. Cabe mencionar que fue el primer iPhone en venir en color blanco. Con 1 núcleo, memoria RAM de 128 MB y memoria interna de 8, 16, y 32 GB. Cuenta con una pantalla de 3,5 pulgadas y una resolución de 320 x 480 píxeles. Su cámara primaria tiene 1,92 megapíxeles. Además, introdujo App Store por primera vez.
El modelo 3GS, de apariencia prácticamente igual al iPhone 3G, a excepción de algún detalle mínimo. El iPhone 3GS obtiene su nombre de la palabra en inglés speed (velocidad) (se especula, dado que Apple jamás ha dicho la razón por la el nombre tenía una "S"), puesto que es hasta dos veces más rápido que el iPhone 3G. Incorpora grabación de vídeo, brújula y cámara de 3 megapíxeles con autofoco y balance de blancos, comandos de voz, además de una mayor duración de la batería. Otras características nuevas, como la grabación de voz, copiar, pegar y cortar, entre otras, no son exclusivas del iPhone 3GS, sino del sistema operativo iOS 3.1, que también está disponible para los modelos anteriores. Tiene un procesador ARM Cortex-A8 con 1 núcleo, una memoria RAM de 256 MB y memoria interna de 8, 16 y 32 GB. Su pantalla cuenta con 3,5 pulgadas y un resolución de 320 x 480 píxeles.
| Modelo                    | iPhone                                                         | iPhone 3G                                                                                      | iPhone 3GS                                                                                     |
| ------------------------- | -------------------------------------------------------------- | ---------------------------------------------------------------------------------------------- | ---------------------------------------------------------------------------------------------- |
| Sistema operativo inicial | iPhone OS 1.0 2007                                             | iPhone OS 2.0 2008                                                                             | iPhone OS 3.0 2009                                                                             |
| Máxima versión soportada  | iPhone OS 3.1.3 2010                                           | iOS 4.2.1 2010                                                                                 | iOS 4.2.1 2010                                                                                 |
| Pantalla                  | 89 mm (3,5") cristal LCD                                       | 89 mm (3,5") cristal LCD                                                                       |                                                                                                |
| Resolución                | 480 × 320 píxeles (HVGA) a 163 píxeles por pulgada             | 480 × 320 píxeles (HVGA) a 163 píxeles por pulgada                                             | 480 × 320 píxeles (HVGA) a 163 píxeles por pulgada                                             |
| Memoria                   | 4, 8 o 16 GB                                                   | 8 o 16 GB                                                                                      | 8, 16 o 32 GB                                                                                  |
| Dimensiones               | 115 mm (4.5 in) H 61 mm W 11,6 mm D                            | 115,5 mm H 62,1 mm W 12,3 mm D                                                                 | 115,5 mm H 62,1 mm W 12,3 mm D                                                                 |
| GPU                       | PowerVR MBX Lite 3D GPU (103 MHz)                              | PowerVR MBX Lite 3D GPU (103 MHz)                                                              | PowerVR SGX535 GPU (150 MHz en 3GS y 200 MHz en iPhone 4)                                      |
| CPU                       | 620 MHz Samsung 32-bit RISC ARM (32 KB L1) 1176JZ(F)-S v1.0    | 620 MHz Samsung 32-bit RISC ARM (32 KB L1) 1176JZ(F)-S v1.0                                    | 620 MHz Samsung 32-bit RISC ARM (32 KB L1) 1176JZ(F)-S v1.0                                    |
| RAM                       | 128 MB DRAM                                                    | 128 MB DRAM                                                                                    | 256 MB DRAM                                                                                    |
| Conector                  | USB 2.0 Conector dock                                          | USB 2.0 Conector dock                                                                          | USB 2.0 Conector dock                                                                          |
| Cámara trasera            | 2 MP f/2.8                                                     | 2 MP f/2.8                                                                                     | 3 MP fotos, VGA (480p) video a 30 fps, macro focus                                             |
| Cámara frontal            | No                                                             | No                                                                                             | No                                                                                             |
| Materiales                | Aluminio, vidrio, acero y plástico negro.                      | Vidrio, plástico y acero; negro o blanco (blanco no está disponible para los modelos de 8 GB). | Vidrio, plástico y acero; negro o blanco (blanco no está disponible para los modelos de 8 GB). |
| Alimentación              | Batería recargable de polímero de iones de litio no extraíble. | Batería recargable de polímero de iones de litio no extraíble.                                 | Batería recargable de polímero de iones de litio no extraíble.                                 |
| Lanzamiento               | 4, 8 GB: 29 de junio de 2007 16 GB: 5 de febrero de 2008       | Todos los modelos: 11 de julio de 2008                                                         | 16, 32 GB: 19 de junio de 2009 8 GB negro: 24 de junio de 2010                                 |

### 2010-2015: 2° generación. Las pantallas retina HD con los iPhone 4, 5 y 6
Frente al iPhone 3G y 3GS, destaca la renovación estética, con una forma más poligonal, y las partes frontal y trasera realizadas en vidrio sobre un chasis de acero. Destaca el estreno del sistema operativo iOS 4, que incluye la multitarea, fondos de pantalla en pantalla de inicio, cámara de 5 megapíxeles con grabación HD (720p) y el SoC A4 de 1 GHz con 512 MB DRAM. El flash LED para la cámara de fotos y la multitarea eran carencias con fuerte demanda en modelos anteriores, solucionadas en este.
El iPhone 4 fue el tercer iPhone comercializado también en color blanco. Apple anunció que el color blanco no estaría disponible en España hasta la primavera de 2011. Sin embargo, durante 2010, Movistar fue la primera empresa en España que ofreció un pack que incluía las carcasas blancas (frontal y trasera), el display y el botón inicio también en este color. Fue la forma que utilizaron aquellos que querían tener su flamante iPhone 4 en color blanco en 2010 y no esperar a 2011.
El iPhone 4s se presentó el 4 de octubre de 2011. Entre sus novedades destacan: cámara de 8 megapíxeles con 5 lentes, grabación y edición en Full HD (1080p), chip A5 de doble núcleo a 800 MHz con nueva GPU, duplica las velocidades máximas de datos HSDPA hasta los 14,4 Mb/s, control por voz "Siri", soporta redes CDMA y GSM. Por otro lado, la estética sigue siendo casi idéntica a la del iPhone 4, tanto en forma, como en dimensiones, peso y pantalla. Aun así, el iPhone 4s ha sido el iPhone más vendido de toda la historia, logrando vender 4 millones de unidades en solo un fin de semana.
El iPhone 5 se anunció el 12 de septiembre de 2012 en el Centro para las Artes Yerba Buena, en la ciudad de San Francisco. Tiene una pantalla más grande, de 4 pulgadas. Está construido en cristal y aluminio. Tiene solo 7,6 mm de grosor, siendo un 20% más ligero que su predecesor. Además, la pantalla subió de tamaño de 3,5 pulgadas a 4 pulgadas. La resolución de su pantalla es de 1136 x 640 píxeles y tiene un 44% más color de saturación que la anterior. El nuevo iPhone incorpora LTE, así como nueva tecnología Wi-Fi, que permite usar la banda de 5 GHz y alcanzar velocidades de 150 Mbit/s. Trae el SoC A6, dos veces más rápido que el A5 del iPhone 4s y un 22% más pequeño. También ha mejorado la batería. Ahora dura 10 horas de navegación con Wi-Fi y 8 horas con LTE. El sensor de la cámara trasera es de 8 megapíxeles con grabación a 1080p, es un 25% más pequeña que en el modelo anterior y puede hacer panorámicas de hasta 28 megapíxeles. La delantera es de 1,2 megapíxeles, capaz de grabar a 720p y se puede usar Facetime a través de la conexión de datos. Dispone de tres micrófonos. Incluye el nuevo sistema operativo iOS 6 y está disponible en blanco y negro.
El teléfono estaba disponible en 16 GB, 32 GB y 64 GB. Apple vendió 5 millones de unidades de su iPhone 5 en sus primeros días en el mercado. El dispositivo estuvo disponible en Nicaragua, México, EE. UU., Australia, Canadá, Francia, Alemania, Hong Kong, Japón, Singapur, Reino Unido, Panamá y Colombia. La firma reconoció que el iPhone 5, en el momento de su salida al mercado, tenía un coste de fabricación de alrededor de 200 dólares, según el modelo.
El iPhone 5c se anunció el 10 de septiembre de 2013. Lleva la misma tecnología que el iPhone 5 aunque con ligeras mejoras y correcciones, con la diferencia de que sus acabados traseros son de policarbonato, cuenta con iOS 7 y mejora en las cámaras. Este modelo se presenta en 5 colores distintos (azul, verde, amarillo, rosa y blanco) y capacidades de 8, 16 y 32 GB. Incluye una cámara de 8 megapíxeles con grabación en Full HD (1080p) y zum digital en grabación de vídeo (3X). Lleva el SoC A6, el mismo que el iPhone 5 y similar al del iPad con pantalla Retina (4ª generación)
El iPhone 5s, anunciado el 10 de septiembre de 2013, es la séptima generación. Incorpora muchas y mejores características, como el nuevo sensor de huellas dactilares Touch ID, la cámara iSight completamente rediseñada, el nuevo chip A7 y M7. Además está disponible en tres colores (gris espacial, plata y oro). Su nueva pantalla retina es de 4 pulgadas y tiene la cámara iSight de 8 megapíxeles con flash TrueTone, grabación a cámara lenta (120 fps), modo ráfaga de 10 fotos por segundo y foto panorámica. También cuenta con un SoC A7 y con un coprocesador de movimiento M7 y está disponible en 16, 32 y 64 GB.
El iPhone 6 y el 6 Plus, anunciados el 9 de septiembre de 2014, tienen pantallas más grandes que sus predecesores, de 4,7 pulgadas y 5,5 pulgadas respectivamente. También el SoC A8 y M8 y con mayor rendimiento, y tanto su cámara que cuenta con Focus Pixels y como la conexión Wi-Fi están mejoradas. También su diseño es más delgado con bordes redondeados y el botón de encendido en la parte lateral para mayor comodidad. También cuenta con Touch ID y Apple Pay.
El iPhone 6s y el 6s Plus, anunciados el 9 de septiembre de 2015, son la novena generación como sucesores del iPhone 6 y 6 Plus. Ambos incorporan nueva tecnología en la pantalla, llamada "3D Touch Display". Los dos modelos conservan el tamaño de la pantalla de los anteriores, de 4,7 pulgadas y 5,5 pulgadas respectivamente. También el SoC A9 y M9 con mayor rendimiento, y tanto su nueva cámara de 12MP como la conexión Wi-Fi y LTE están mejoradas. Incorpora la segunda generación del "Touch ID" siendo este el doble de eficiente que las versiones anteriores. Se mantiene su diseño de bordes redondeados y se agrega un nuevo color Rose Gold (Oro rosa).
El iPhone SE, anunciado el 21 de marzo de 2016, forma parte de la novena generación, que comparte procesador (y coprocesador), cámara principal y RAM con el iPhone 6s y el 6s Plus. Continúa con la línea de diseño impuesta por el iPhone 5s, incluyendo el nuevo color Rose Gold (Oro rosa), ya presente en la 9ª generación.
| Sistema operativo inicial | iOS 4.0 (GSM) 2010 iOS 4.2.5 (CDMA) 2011                                                                           | iOS 5.0 2011                                                                                                   | iOS 6.0 2012 (iOS 7.0 en iPhone 5c [2013]) | iOS 6.0 2012 (iOS 7.0 en iPhone 5c [2013])                                                                     | |                                                                |                                                                |                                                                |                                                                |                                                                |                                                                |                                                                |                                                                |                                                                |                                                                |                                                                |                                                                |                                                                |                                                                |                                                                |
| Máxima versión soportada  | iOS 7.1.2 2013 | iOS 9.3.6 2016                                                                                                 | iOS 10.3.4 2019 (iOS 10.3.3 en iPhone 5c [2017]) | iOS 12.5.5 2021                                                                                                | |                                                                |                                                                |                                                                |                                                                |                                                                |                                                                |                                                                |                                                                |                                                                |                                                                |                                                                |                                                                |                                                                |                                                                |                                                                |
| Pantalla                  | 89 mm (3,5") cristal LCD                                                                                           | 89 mm (3,5") cristal LCD                                                                                       | 102 mm (4") | 102 mm (4") | |                                                                |                                                                |                                                                |                                                                |                                                                |                                                                |                                                                |                                                                |                                                                |                                                                |                                                                |                                                                |                                                                |                                                                |                                                                |
| Resolución                | 960 × 640 px a 326 ppp (pantalla Retina)                                                                           | 960 × 640 px a 326 ppp (pantalla Retina)                                                                       | 1136 x 640 px a 326 ppp (pantalla Retina) | 1136 x 640 px a 326 ppp (pantalla Retina)                                                                      | |                                                                |                                                                |                                                                |                                                                |                                                                |                                                                |                                                                |                                                                |                                                                |                                                                |                                                                |                                                                |                                                                |                                                                |                                                                |
| Memoria                   | 8, 16 o 32 GB | 8, 16 o 32 GB                                                                                                  | 16, 32 o 64 GB | 16, 32 o 64 GB                                                                                                 | |                                                                |                                                                |                                                                |                                                                |                                                                |                                                                |                                                                |                                                                |                                                                |                                                                |                                                                |                                                                |                                                                |                                                                |                                                                |
| Dimensiones               | 115,2 mm H 58,6 mm W 9,3 mm D                                                                                      | 115,2 mm H 58,6 mm W 9,3 mm D                                                                                  | 123,8 mm H 58,6 mm W 7,6 mm) D 124,4 mm H 59,2 mm W 89,7 mm) D | 123,8 mm H 58,6 mm W 7,6 mm D                                                                                  | |                                                                |                                                                |                                                                |                                                                |                                                                |                                                                |                                                                |                                                                |                                                                |                                                                |                                                                |                                                                |                                                                |                                                                |                                                                |
| GPU                       | PowerVR SGX535 GPU (150 MHz en 3GS y 200 MHz en iPhone 4)                                                          | PowerVR SGX543MP2 (dual-core, 200 MHz) GPU                                                                     | PowerVR SGX543MP3 (tri-core, 266 MHz) GPU | PowerVR G6430 (quad-core) GPU                                                                                  | |                                                                |                                                                |                                                                |                                                                |                                                                |                                                                |                                                                |                                                                |                                                                |                                                                |                                                                |                                                                |                                                                |                                                                |                                                                |
| CPU                       | 620 MHz Samsung 32-bit RISC ARM (32 KB L1) 1176JZ(F)-S v1.0                                                        | 833 MHz ARM Cortex-A8 Samsung S5PC100 (64 KB L1 + 256 KB L2)                                                   | 1 GHz ARM Cortex-A8 Apple A4 (SoC) | 1 GHz doble núcleo ARM Cortex-A9 Apple A5 (SoC)                                                                | |                                                                |                                                                |                                                                |                                                                |                                                                |                                                                |                                                                |                                                                |                                                                |                                                                |                                                                |                                                                |                                                                |                                                                |                                                                |
| RAM                       | 256 MB DRAM | 512 MB DRAM | 512 MB DRAM | 1 GB (LPDDR2 en 5 y 5c; LPDDR3 en el resto)                                                                    | |                                                                |                                                                |                                                                |                                                                |                                                                |                                                                |                                                                |                                                                |                                                                |                                                                |                                                                |                                                                |                                                                |                                                                |                                                                |
| Conector                  | USB 2.0 Conector dock                                                                                              | USB 2.0 Conector dock                                                                                          | USB 2.0 Conector dock | USB 2.0 Conector dock                                                                                          | USB 2.0 Conector dock                                                                              |                                                                |                                                                |                                                                |                                                                |                                                                |                                                                |                                                                |                                                                |                                                                |                                                                |                                                                |                                                                |                                                                |                                                                |                                                                |
| Cámara trasera            | 5 MP fotos, f/2.8, 720p HD video (30 fps), Flash LED                                                               | 8 MP fotos, f/2.4, 1080p HD video (30 fps), Flash LED, filtro IR, imagen de estabilización digital             | 8 MP fotos, f/2.4, 1080p HD video (30 fps), Flash LED, filtro IR, imagen de estabilización digital                                                                           | 8 MP fotos, f/2.4, 1080p HD video (30 fps), Flash LED, filtro IR, imagen de estabilización digital             | 8 MP fotos, f/2.4, 1080p HD video (30 fps), Flash LED, filtro IR, imagen de estabilización digital |                                                                |                                                                |                                                                |                                                                |                                                                |                                                                |                                                                |                                                                |                                                                |                                                                |                                                                |                                                                |                                                                |                                                                |                                                                |
| Cámara frontal            | No | 1.2 MP fotos con 1.9µ pixeles (1.75µ en 5), f/2.2 (f/2.4 en 5c y 5s, desconocido en 5), 720p HD video (30 fps) | 1.2 MP fotos con 1.9µ pixeles (1.75µ en 5), f/2.2 (f/2.4 en 5c y 5s, desconocido en 5), 720p HD video (30 fps)                                                               | 1.2 MP fotos con 1.9µ pixeles (1.75µ en 5), f/2.2 (f/2.4 en 5c y 5s, desconocido en 5), 720p HD video (30 fps) | |                                                                |                                                                |                                                                |                                                                |                                                                |                                                                |                                                                |                                                                |                                                                |                                                                |                                                                |                                                                |                                                                |                                                                |                                                                |
| Materiales                | Cristal de aluminosilicato, blanco o negro y acero inoxidable.                                                     | Cristal de aluminosilicato, blanco o negro y acero inoxidable.                                                 | Cristal de aluminosilicato, blanco y plata o negro y gris oscuro y aluminio anodizado. Plástico de policarbonato de color azul, blanco, rosa, verde o amarillo en iPhone 5c. | Metal de aluminio anodizado, Silver, Space Gray o Gold.                                                        | |                                                                |                                                                |                                                                |                                                                |                                                                |                                                                |                                                                |                                                                |                                                                |                                                                |                                                                |                                                                |                                                                |                                                                |                                                                |
| Alimentación              | Batería recargable de polímero de iones de litio no extraíble.                                                     | Batería recargable de polímero de iones de litio no extraíble.                                                 | Batería recargable de polímero de iones de litio no extraíble. | Batería recargable de polímero de iones de litio no extraíble.                                                 | Batería recargable de polímero de iones de litio no extraíble.                                     | Batería recargable de polímero de iones de litio no extraíble. | Batería recargable de polímero de iones de litio no extraíble. | Batería recargable de polímero de iones de litio no extraíble. | Batería recargable de polímero de iones de litio no extraíble. | Batería recargable de polímero de iones de litio no extraíble. | Batería recargable de polímero de iones de litio no extraíble. | Batería recargable de polímero de iones de litio no extraíble. | Batería recargable de polímero de iones de litio no extraíble. | Batería recargable de polímero de iones de litio no extraíble. | Batería recargable de polímero de iones de litio no extraíble. | Batería recargable de polímero de iones de litio no extraíble. | Batería recargable de polímero de iones de litio no extraíble. | Batería recargable de polímero de iones de litio no extraíble. | Batería recargable de polímero de iones de litio no extraíble. | Batería recargable de polímero de iones de litio no extraíble. |
| Lanzamiento               | 16, 32 GB: 24 de junio de 2010 CDMA: 10 de febrero de 2011 Blanco: 28 de abril de 2011 8 GB: 14 de octubre de 2011 | 16, 32, 64 GB: 14 de octubre de 2011 8 GB: 20 de septiembre de 2013                                            | 12 de septiembre de 2012 (iPhone 5) 10 de septiembre de 2013 (iPhone 5c) | 12 de septiembre de 2012 (iPhone 5) 10 de septiembre de 2013 (iPhone 5c)                                       | |                                                                |                                                                |                                                                |                                                                |                                                                |                                                                |                                                                |                                                                |                                                                |                                                                |                                                                |                                                                |                                                                |                                                                |                                                                |

### 2016-2017: 3° generación. El nuevo chip A10 en los iPhone 7 y 8
El iphone7 tenía un nuevo procesador A10 Fusion, con una cámara principal de 12 megapíxeles y una apertura de ƒ/1.8 en el IPhone 7 que le permite tener mejores fotos en condiciones de poca luz, una cámara dual en el iPhone 7 Plus. iPhone 7 también cuenta con Quad-Led Flash True Trone que logra un mejor alcance del flash y más luz, además con una cámara delantera de siete megapixeles, integra sonido de parlante estéreo su diseño sigue siendo de aluminio pero ultrarresistente serie 7000, y las antenas se ubicaron para mejorar su diseño. Viene con dos nuevos colores negro brillante (Jet Black) y negro opaco (Matte Black). Como en la anterior generación de iPhone 6s, el iPhone 7 también cuenta con 3D Touch, Live Photos, Retina Flash y vídeos en 4K. También fueron el primer modelo con resistencia al agua y al polvo con una Clasificación IP67 según la norma IEC 60529. En ambos modelos se eliminó la entrada de auriculares clásica de 3.5mm y en su lugar Apple introdujo su propia versión de auriculares inalámbricos, a los que denominó AirPods.
El 21 de marzo se presentó una versión de este modelo en color rojo. Disponible únicamente en capacidades de 128 y 256 GB, el cual forma parte de la iniciativa Product (RED), fundación mundial de la lucha contra el VIH en el África Subsahariana.
El modelo 8 mantiene el mismo diseño que el iPhone 7 (de una parte trasera de cristal) y vienen equipados con el chip A11 Bionic, que es el más pequeño y potente jamás creado para un teléfono inteligente. Esto aumenta en un 70% la rapidez y en 30% la velocidad gráfica con respecto a su predecesor. Además, trae una cámara frontal de 7 megapíxeles y una trasera de 12 megapíxeles en ambos modelos. La mayor novedad, sin embargo, es que puede cargarse inalámbricamente, tan solo apoyando el cuerpo de cristal en una base de carga. Las ventas son peores que su predecesor, por primera vez desde que se lanza un modelo de iPhone nuevo.

### 2017-2020: 4° generación. Primera pantalla completa y cámara HD en los iPhone X, 11 y 12
Presentado el 12 de septiembre de 2017 en el primer evento celebrado por Apple en el Steve Jobs Theatre. El iPhone X estrena un diseño completamente nuevo y diferente al utilizado hasta el momento. Cuenta con una pantalla OLED de 5,8 pulgadas que ocupa prácticamente todo el frontal del dispositivo y desaparece el botón home. Además incorpora la tecnología de reconocimiento facial Face ID que sustituye al Touch ID para desbloquear el teléfono y hacer operaciones de confirmación de identidad (uso de Apple Pay, compras en la App Store, etc.). Cuenta con una cámara dual en parte trasera formada por un teleobjetivo y un gran angular, en ambos casos de 12 megapíxeles. Dispone de carga inalámbrica, carga rápida y una batería con una autonomía 29 horas superior a la del iPhone 7. Su corazón es el chip A11 Bionic, con CPU de seis núcleos y GPU de tres, ambos desarrollados por Apple.
Presentados el 12 de septiembre de 2018, estos nuevos dispositivos cuentan con características que los diferencian de las anteriores generaciones, como pantallas más grandes y con tecnología Liquid Retina. Fueron presentados en el Steve Jobs Theatre. Estos dispositivos Apple dejarán de actualizarse a partir de 2024.
Presentado el 10 de septiembre de 2019. Tiene tres modelos: iPhone 11, iPhone 11 Pro y iPhone 11 Pro Max. y su peculiar diseño del nuevo módulo de cámara. Los modelos Pro incluyen cuatro cámaras: Gran angular, ultra gran angular macro y telefoto.
Presentado el 15 de abril de 2020 y lanzado oficialmente el 24 de abril del mismo año, es la renovación del iPhone SE y comparte el chip A13 Bionic del iPhone 11 manteniendo el diseño del iPhone 8. Viene en tres colores, blanco, negro y rojo. Tiene el mismo sistema de cámaras del iPhone XR y está disponible en versiones de 64 GB, 128 GB y 256 GB de almacenamiento.
Los iPhone 12, iPhone 12 mini, iPhone 12 Pro y iPhone 12 Pro Max. Estos nuevos dispositivos cuentan con características que los diferencian de las anteriores generaciones, como pantallas OLED en tres tamaños diferentes (5,4, 6,1 o 6,7), con tecnología Super Retina XDR, los marcos rectos, la gama de colores (negro, blanco, azul, rojo, verde y malva, además de esto, en el iPhone 12 Pro estarán disponibles con los colores plata, oro, azul pacífico y grafito) y el nuevo chip A14 Bionic. Mientras que el iPhone 12 y el iPhone 12 mini están disponible en versiones de 64 GB, 128 GB y 256 GB de almacenamiento, los modelos pro (iPhone 12 Pro y 12 Pro Max) lo están en 128 GB, 256 GB y 512 GB de almacenamiento.[cita requerida] A partir de esta generación, los equipos no incluirán auriculares ni cargador en sus cajas, esto por motivos medioambientales según Apple. Únicamente se incluirá un cable USB Tipo-C Lightning compatible con un cargador de generaciones anteriores.

### 2021-actualidad: 5° generación. Las cámaras gran angular FHD en los modelos iPhone 13, 14, 15 y 16
Durante la pandemia sube la demanda de teléfonos con mejor definición de cámaras que permitieran el streaming y las videollamadas, así, la quinta generación se caracterizó por una mejora de hardware y software dedicadas al rendimiento de las cámaras con ulta definición, encabezado por el iPhone 13, iPhone 13 mini, iPhone 13 Pro, y iPhone 13 Pro Max. Estos modelos incluyen lentes con capacidad de captar más luz, el modo cinematográfico, modo Macro, estilos fotográficos, zoom óptico x 3, batería de mayor capacidad y una pantalla de 120 Hz adaptable, reduciendo el ''notch'' un 20%. Además, añadieron grabación de vídeo en formato Pro Motion a los modelos Pro. Por primera vez, se amplía el espacio de almacenamiento a 1 TB. En sus primeros días en ventas, los teléfonos fueron muy apreciados por sus capacidades fotográficas, recibiendo elogios de especialistas en edición de fotografía y vídeo, directores de cine y aficionados a la captación de imágenes, convirtiéndose en un éxito inmediato.
El modelo 14 fue presentado el 7 de septiembre de 2022, mantiene los modelos de su generación anterior, con la excepción de la versión mini, la cual fue reemplazada por una versión Plus de mayor tamaño que el iPhone 14 convencional. Las mejoras incluyen una pantalla con compatibilidad ProMotion a 120 Hz y AOD, una nueva cámara gran angular de 48 megapíxeles, mayor autonomía de batería y la función Dynamic Island, que adapta el reducido notch con funciones como notificaciones o menús en la pantalla, todo ello para las versiones Pro y Pro Max. Además, todas las versiones parten con 6 GB de RAM y almacenamiento desde 128 hasta 512 GB en las versiones convencionales y hasta 1 TB en las versiones Pro. Sin embargo, las mejoras en las versiones convencionales son pocas, además de contar con el chip A15 Bionic del iPhone 13 Pro, mientras las versiones Pro estrenan el procesador A16 Bionic.
El iphone 15, tras 11 años de conector Lightning, la nueva serie se pasa al conector USB-C, para cumplir con la directiva europea 2022/2380. Además, cuentan con 6 GB de RAM y almacenamiento desde 128 GB hasta 1TB (disponible solo en las versiones Pro y Pro Max). En cuanto a los procesadores, el chip A16 Bionic continua en las versiones convencionales y los buques insignia debutan con el A17 Pro.
Presentadas el 9 de septiembre de 2024, las versiones base (iPhone 16, 16 Plus) tienen un nuevo diseño elegante con las cámaras en vertical. Todos los modelos tienen 48 megapíxeles, Las versiones Pro llevan un nuevo Ultra gran angular de 48MP de Teleobjetivo. Conector USB-C. Todos los modelos tienen un nuevo boton "Camera control" Para tomar fotos de forma más fácil. Todos los modelos están diseñados para la nueva tecnología de Apple: Apple Intelligence. Los modelos base vienen con el nuevo procesador A18 y los modelos Pro vienen con el A18 Pro. Los modelos base vienen con 128 con el máximo de 512 y los modelos Pro vienen con 256 hasta 1TB.

## Hardware

### Pantalla e interfaz
Casi todas las órdenes se dan desde la pantalla táctil capacitiva, que es capaz de entender gestos complejos. Las técnicas de interacción del iPhone hacen que el usuario sea capaz de mover el contenido arriba o abajo, simplemente tocando cualquier botón. Por ejemplo, para aumentar o reducir el zum de imágenes y páginas web se puede pulsar con dos dedos y acercarlos a modo de pellizco. De forma similar, el movimiento del botón hacia arriba o hacia abajo de la pantalla imita la rueda de un ratón de PC. Ya que la fricción activa este movimiento, la página reducirá la velocidad de movimiento hasta detenerse, si no se mantiene el contacto con la pantalla. Así, la interfaz simula la física de un objeto real en 3D. Hay otros efectos visuales, como deslizar subsecciones de derecha a izquierda, desplazar de arriba abajo los menús del sistema (como por ejemplo, la sección de «favoritos»), y los menús y widgets a los que se puede dar la vuelta y que muestran opciones de configuración por detrás.
El visualizador responde a tres sensores. Un sensor de proximidad apaga el visualizador y la pantalla táctil cuando se pone el iPhone cerca de la cara, para ahorrar batería y prevenir que algún botón se pulse accidentalmente al contacto con la piel de la cara y la oreja. Un sensor de luz ambiental ajusta el brillo del visualizador, lo que además de proteger la vista también ahorra batería. Un acelerómetro de tres ejes detecta la orientación del teléfono y cambia la pantalla según esté colocado. Se pueden ver fotos, páginas web y portadas de discos en horizontal y en vertical, desde todos los sentidos, pero los videos solo pueden visualizarse en horizontal y en un único sentido, con el botón de inicio a la derecha.

### Sonido y salidas
La parte inferior del iPhone tiene un altavoz (izquierda) y un micrófono (derecha) que flanquean el conector de la base. Un altavoz se encuentra por encima de la pantalla como un auricular, y otro se halla en el lado izquierdo de la parte inferior de la unidad, frente a un micrófono en la parte inferior derecha. El iPhone 4 incluye un micrófono adicional en la parte superior para suprimir el ruido. En todos los modelos de iPhone, los controles de volumen están situados al lado izquierdo y como un control deslizante en la aplicación iPod.
El conector de 3,5 mm para los auriculares TRRS se encuentra en la esquina superior izquierda del dispositivo. La toma de auriculares del iPhone original está oculta en la carcasa, por lo que es incompatible con la mayoría de los auriculares si no utiliza un adaptador. Las generaciones posteriores han eliminado el problema al tener empotrada la toma de auriculares. Los coches equipados con un conector auxiliar permiten usar el iPhone sin las manos mientras se conduce, como alternativa al Bluetooth.
Si bien el iPhone es compatible con auriculares normales, Apple ofrece un kit manos libres con una funcionalidad adicional. Un botón de usos múltiples cerca del micrófono sirve para reproducir o pausar la música, saltar pistas, responder el teléfono o finalizar llamadas sin tocar el iPhone. Un pequeño número de auriculares de terceros, diseñados específicamente para el iPhone, incluyen el botón del micrófono y control. Los auriculares actuales también proporcionan controles de volumen, solo compatibles con los modelos más recientes. Estas características se consiguen mediante un cuarto anillo en la toma de audio, que lleva esta información adicional.

### Batería
El iPhone incluye una batería interna recargable. Al igual que un iPod, pero a diferencia de la mayoría de los teléfonos móviles, la batería no es sustituible por el usuario. El iPhone se puede cargar cuando está conectado a un ordenador para sincronizar a través del cable USB incluido con el conector dock, similar a la carga de un iPod. Por otra parte, un cable USB al adaptador de CA (o "cargador de pared", también incluido) se puede conectar con el cable para cargar directamente desde una toma de CA. Una serie de accesorios de terceros (cargadores de coche, cargadores portátiles, cajas de baterías, cargadores de muelle estéreo e incluso cargadores solares) están también disponibles.[cita requerida]
El 26 de octubre de 2022 Apple confirmó que adoptarán el cargador tipo C en la Unión Europea a partir del año 2024. Esto es algo que no estaba en los planes de la compañía, sin embargo, la ley europea obliga a todas las compañías a adoptar dicho tipo de cargador. "No tenemos elección", dijo Greg Joswiak, vicepresidente senior de Marketing mundial de Apple, en la conferencia anual Tech Live de The Wall Street Journal, también expresó su desacuerdo con dicha obligaciónal decir "Creemos que el enfoque que habría sido mejor medioambientalmente y mejor para nuestros clientes es no tener un gobierno tan prescriptivo".
Apple realiza pruebas en las unidades de preproducción para determinar la duración de la batería. El sitio web de Apple dice que la duración de la batería "está diseñada para retener hasta un 80% de su capacidad original tras 400 ciclos completos de carga y descarga", que es comparable a las baterías del iPod.
La duración de la batería de los primeros modelos del iPhone ha sido criticada por los periodistas de tecnología como insuficiente e inferior a las exigencias de Apple. Esto también se refleja en una encuesta de JD Power y asociados sobre la satisfacción del cliente, que dio a los "aspectos de la batería" del iPhone 3G la calificación más baja, de 2 de 5 estrellas.

### Cámara
El iPhone original y el iPhone 3G incorporan una cámara de enfoque fijo de 2 megapíxeles en la parte posterior de fotos fijas digitales. No tienen zum óptico de grabación, flash o autofoco, ni son compatible con vídeo (el iPhone 3G tiene soporte de grabación de vídeo a través de aplicaciones de terceros disponibles en la App Store). Sin embargo, jailbreak permite hacerlo a los usuarios. La versión 2.0 del iPhone OS introdujo la capacidad de integrar los datos de localización en las imágenes, produciendo fotografías geocodificadas.[cita requerida]
El iPhone 3GS tiene una cámara de 3,2 megapíxeles, fabricada por OmniVision, con enfoque automático, balance de blancos automático y macro automático (hasta 10 cm). También es capaz de captar 640×480 (resolución VGA) de vídeo a 30 fotogramas por segundo (pero sin flash), aunque en comparación con cámaras CCD de vídeo de alta gama en esta se muestra el efecto persiana. El vídeo puede realizarse en el mismo dispositivo y subirlo directamente a YouTube, MobileMe y otros servicios.
El iPhone 4 introdujo una cámara de 5 megapíxeles (2592×1936 píxeles), también situada en la parte trasera, equipada con un sistema sensor de iluminación trasera capaz de captar imágenes en condiciones de poca luz, autofoco (con la función Tap-To-Focus de Apple, que permite enfocar cualquier punto en una foto o mientras se graba un vídeo, con solo tocar la pantalla), así como un flash led capaz de permanecer encendido durante la grabación de vídeo con una resolución de 720p, considerada de alta definición. Una vez grabados los vídeos, se pueden subir directamente a servicios como YouTube, MobileMe o Vimeo. Además, el iPhone 4 tiene una segunda cámara en la parte delantera capaz de hacer fotos VGA y grabación de vídeo SD.[cita requerida]
El iPhone 4s mejoró la cámara posterior hasta los 8 megapíxeles, permitiendo fotos fijas de 3264×2448 píxeles y video HD de 1080p a 60 fotogramas por segundo. La cámara delantera es de 0,3 megapíxeles VGA.
El iPhone incluye el software que permite al usuario cargar, ver y enviar fotos mediante correo electrónico. El usuario emplea el zum en las fotos apretando o liberando mediante la interfaz multitáctil (doble clic). El software interactúa con iPhoto y el software Aperture en Mac o el software Adobe Photoshop en Windows. En la versión 2.0 del sistema operativo iOS, los usuarios pueden permitir el uso de los datos de la ubicación para integrarlos en las imágenes y geolocalizarlas.

### Almacenamiento y SIM
El iPhone fue lanzado inicialmente con dos opciones para el tamaño de almacenamiento interno: 4 GB u 8 GB. El 5 de septiembre de 2007, Apple dejó de fabricar el modelo de 4 GB. El 5 de febrero de 2008, añadió un modelo de 16 GB. El iPhone 3G estuvo disponible en 8 y 16 GB. El iPhone 3GS llegó en variantes de 8, 16 y 32 GB. El iPhone 4 estuvo disponible en variantes de 8, 16 y 32 GB. El iPhone 5 está disponible en variantes de 16, 32 o 64 GB. Los últimos, los iPhone 6 están disponibles en tres tamaños, 16, 64 o 128 GB. Todos los datos se almacenan en la unidad flash interna, es decir el iPhone no dispone de almacenamiento ampliado a través de una ranura para tarjeta de memoria o la tarjeta SIM.
Los modelos de iPhone GSM utilizan una tarjeta SIM que se identifica con la red GSM. La tarjeta SIM se encuentra en una bandeja, que se inserta en una ranura en la parte superior del dispositivo. La bandeja SIM puede extraerse con un clip o la "herramienta de expulsión de SIM" (un simple trozo de chapa troquelada) en el iPhone original, 3G y 3GS. En la mayoría de los países, el iPhone se vende generalmente con un bloqueo de SIM, que evita que el iPhone se utilice en una red móvil diferente.[cita requerida]
El iPhone 4 GSM cuenta con una tarjeta MicroSim y desde el iPhone 5 hasta los actuales iPhone utilizan una tarjeta NanoSim. Desde el iPhone 4, en todos los dispositivos la ranura para introducir la tarjeta se encuentra en la parte derecha del dispositivo. Los nuevos iPhone 14 eliminaron la ranura SIM, siendo únicamente compatibles con eSIM (Esto aplica para los modelos vendidos en Estados Unidos), la versión mundial por el contrario sí trae la ranura SIM.

## Software
El iPhone y iPod Touch ejecutan un sistema operativo conocido como iOS (antes iPhone OS). Es una variante del núcleo Darwin que se encuentra en Mac OS X. También se incluye el "Core Animation", componente de software de Mac OS X v10.5 Leopard. Junto con el hardware PowerVR (y en el iPhone 3G, OpenGL ES 2.0), que es responsable de gráficos en movimiento de la interfaz. El sistema operativo ocupa menos de la mitad de un gigabyte (aunque esto ya no se cumple en las últimas versiones del sistema). Es capaz de soportar paquetes y futuras aplicaciones de Apple, así como de los desarrollos de terceros. Las aplicaciones de software no se pueden copiar directamente desde Mac OS X, sino que debe escrbirse y compilarse específicamente para iOS. Al igual que el iPod, el iPhone se maneja con hasta no hace mucho con iTunes. Las primeras versiones del sistema operativo requierían iTunes 7.3 o posterior, que es compatible con Mac OS X versión 10.4.10 Tiger o posterior, y 32 bits de Windows XP o Vista. El lanzamiento de iTunes 7.6 amplió este soporte a las versiones de 64 bits de XP y Vista. Apple proporciona actualizaciones gratuitas para el sistema operativo del iPhone a través de iTunes, e históricamente los principales cambios se han acompañado de nuevos modelos. Las actualizaciones incluyen los parches de seguridad y nuevas características. Por ejemplo, en el iPhone 3G los usuarios experimentaron inicialmente llamadas caídas hasta que se publicó una actualización.[cita requerida]

### Interfaz
La interfaz se basa en la pantalla de inicio, que presenta una lista gráfica de las aplicaciones disponibles. Normalmente, las aplicaciones para el iPhone se ejecutan una cada vez (no incluidos los iOS 4 en adelante, que incluyen la ejecución de aplicaciones en segundo plano), aunque la mayoría de las funcionalidades están disponibles al hacer una llamada o al escuchar música. En cualquier momento se puede acceder a la pantalla principal mediante un botón de hardware que se sitúa por debajo de la pantalla, cerrando la aplicación en el proceso. De forma predeterminada, la pantalla de inicio contiene los siguientes iconos: Mensajes (SMS y MMS), Calendario, Fotos, Cámara, YouTube (ya no disponible en la última actualización del sistema), Bolsa, Mapas (de Apple), Tiempo, Notas de voz, notas, Reloj, Calculadora, Configuración, iTunes (tienda), App Store y (en el iPhone 3GS y el 4/4s) Compass. Fijos en la base de la pantalla, hay cuatro iconos de Teléfono, Correo, Safari (Internet) y la actualización de software (multimedia) del iPod delinear objetivos principales del iPhone. El 15 de enero de 2008, Apple lanzó el sistema operativo iPhoneOS 1.1.3, que permite a los usuarios crear "web clips", los iconos de la pantalla de inicio que se asemejan a las aplicaciones que se abren una página definida por el usuario en Safari. Después de la actualización, los usuarios de iPhone pueden reorganizar los iconos y el lugar en un máximo de nueve pantallas laterales de inicio, a las que se accede por un deslizamiento horizontal. Los usuarios también pueden añadir y eliminar iconos de la base, que es la misma en cada pantalla de inicio. Cada pantalla de inicio tiene un máximo de dieciséis iconos, y el muelle con capacidad para cuatro iconos. Los usuarios pueden eliminar clips de la web y aplicaciones de terceros en cualquier momento, y pueden seleccionar solo algunas aplicaciones para la transferencia de iTunes. Los programas de Apple instalados por defecto, sin embargo, no se pueden quitar. La actualización 3.0 añade una búsqueda en todo el sistema, conocido como Spotlight, en primer lugar a la izquierda de la pantalla de inicio.[cita requerida]
Casi todas las entradas se administran a través de la pantalla táctil, que entiende los gestos complejos usando multi-touch. Técnicas de interacción del iPhone permiten al usuario mover el contenido arriba o hacia abajo por un movimiento de toque y arrastre de los dedos. Por ejemplo, el zum dentro y fuera de las páginas web y las fotos se hace colocando dos dedos en la pantalla y la difusión de los más alejados o juntándolos, un gesto conocido como "pellizcar". Para desplazarse a través de una larga lista o menú, se un dedo sobre la pantalla de abajo hacia arriba, o viceversa para volver. En cualquier caso, la lista se mueve como si se pegara en la superficie exterior de una rueda, lentamente, como si una desaceleración afectada por la fricción. De esta manera, la interfaz simula la física de un objeto real. Otros efectos interactivos incluyen el deslizamiento horizontal subselección, el teclado se desliza verticalmente y el menú de favoritos, y los widgets que giran en torno a la configuración de permitir que se configuran en el otro lado. Las barras de menús se encuentran en la parte superior e inferior de la pantalla cuando sea necesario. Sus opciones varían según el programa, pero siempre siguen un estilo constante. En las jerarquías de menú, un botón "atrás" en la esquina superior izquierda de la pantalla muestra el nombre de la carpeta principal. permite conferencias de audio, llamada en espera, fusión de llamadas, identificador de llamadas y la integración con otras funciones de red y funciones celulares iPhone. Por ejemplo, si se reproduce la música cuando se recibe una llamada, la música se desvanece, y vuelve cuando la llamada ha terminado. El sensor de proximidad apaga la pantalla y la detección táctil cuando el iPhone se acerca a la cara, para ahorrar batería y evitar toques involuntarios. El iPhone no es compatible con las videollamadas o videoconferencias en las versiones anteriores a la cuarta generación, ya que solo hay una cámara en el lado opuesto de la pantalla. El iPhone 4 (en las versiones 4s y 5) es compatible con videollamadas usando la parte delantera o posterior de la cámara a través de Wi-Fi y 3G, una característica que Apple llama FaceTime. Los dos primeros modelos solo soportan la marcación a través de aplicaciones de terceros. Control por voz, disponible solo en el iPhone 3GS, 4, 4s y 5 (estos dos últimos dotados de un mejor sistema de reconocimiento de voz), permite a los usuarios decir el nombre de un contacto o un número y el iPhone lo marca.
El iPhone incluye un buzón de voz visual (en algunos países) característica que permite a los usuarios ver una lista de mensajes de correo de voz actual en la pantalla sin tener que llamar a su buzón de voz. A diferencia de la mayoría de otros sistemas, los mensajes pueden escucharse y eliminarse en orden no cronológico, selelección cualquier mensaje de una lista en la pantalla. AT&T, O2, T-Mobile Germany y Orange, modificaron la infraestructura del buzón de voz para acomodar esta nueva característica diseñada por Apple. Se ha archivado un pleito contra Apple y AT&T planteado por Tecnologías Klausner, que reclamaba que la característica del buzón de voz visual del iPhone infringe dos patentes.
Una característica melodía musical se introdujo en los Estados Unidos el 5 de septiembre de 2007. Los usuarios pueden crear tonos de llamada personalizados a partir de canciones compradas en la iTunes Store por un precio adicional. Los tonos de llamada pueden ser de 3 a 30 segundos de cualquier parte de una canción, puede hacer fundido de entrada o de salida, hacer una pausa de medio segundo a cinco segundos cada repetición o repetición continua. Toda la personalización se puede hacer en iTunes, o alternativamente, con el software de Apple, GarageBand 4.1.1 o posterior (disponible solo en Mac OS X) o herramientas de terceros.

### Aplicaciones
Existen varias aplicaciones en la pantalla
- Mensajes: permite enviar SMS y Mensajes Multimedia.
- Calendario: calendario para gestionar citas y fechas especiales.
- Fotos: visualiza y gestiona fotografías.
- Cámara: permite hacer fotografías y vídeo y guardar en el carrete (la opción de vídeo solo está disponible desde iPhone 3GS).
- Bolsa: permite ver las últimas cotizaciones en bolsa en directo (servicio proporcionado por Yahoo!).
- Mapas: herramienta para visualizar mapas y establecer rutas. Utiliza la tecnología de mapas de Apple, con navegación paso a paso, y edificaciones en tres dimensiones (solo disponible para dispositivos a partir del 4s).
- Tiempo: permite visualizar en tiempo real la temperatura de las ciudades deseadas (servicio proporcionado por Yahoo!).
- Reloj: contiene Reloj mundial, Alarma, Cronómetro y Temporizador.
- Calculadora: realiza operaciones con ella (si posicionas el iPhone horizontalmente, se convertirá en una Calculadora Científica).
- Notas: un bloc de notas, para tomar apuntes y pegar texto.
- Notas de Voz: se pueden grabar notas de voz con el micrófono que viene con el iPhone y iPod touch (cuarta generación en adelante) de serie o con los auriculares con mando y micrófono del iPod touch (tercera generación o posterior).
- Ajustes: se visualiza el tiempo de uso del dispositivo, al conectarse a una red Wi-Fi, al conectar un dispositivo de audio por Bluetooth, preferencias de las aplicaciones, establecer un código para desbloquear y demás ajustes del teléfono.
- iTunes Store: para comprar música, videos, descargar Podcast y visualizar contenidos.
- App Store: para comprar y descargar aplicaciones para el iPhone.
- Brújula: aplicación que sirve de guía y hace la función de brújula (solo disponible desde iPhone 3GS).
- Contactos: contiene datos como teléfono, dirección, correo electrónico, etc., de personas u organizaciones.
- FaceTime: Esta app, anunciada el 7 de julio de 2010, permite realizar llamadas de video en directo entre dispositivos apple.

En la parte inferior de la pantalla están las cuatro principales aplicaciones del iPhone:
- Teléfono: para enviar y recibir llamadas.
- Mail: para gestionar correos electrónicos con Microsoft Exchange Server, MobileMe, Gmail, Yahoo! Mail y AOL.
- Safari: navegador de Internet con soporte de HTML 5.
- Música: función equivalente a un reproductor multimedia iPod.[8] La colocación de los íconos puede personalizarse pulsando sobre ellos durante un par de segundos y moviéndolos a la posición deseada. Para confirmar la nueva posición se pulsa simplemente el botón de inicio.[27]
- Siri: se agregó para el iPhone 4s en adelante y es un aplicación que permite controlar con la voz gran cantidad de funciones del iPhone como enviar un mensaje, abrir una aplicación o incluso decirle al teléfono a quien llamar.
- Consejos: Sirve para ayudar a los nuevos usuarios a aprender como funciona el iPhone y enseñar nuevas funciones en nuevas actualizaciones de software de iOS
- Buscar mi iPhone: Permite buscar un iPhone, Apple Watch y unos Airpods conectados a una misma cuenta de iCloud
- Archivos: se agregó en iOS 11. Permite gestionar archivos en iCloud Drive y en otros servicios de guardado en la nube de terceras compañías (como Google Drive, Dropbox, OneDrive etc.)

### Actualizaciones
Apple proporciona actualizaciones gratuitas para el sistema operativo del iPhone a través de iTunes y OTA, como ocurre con los iPod. También ofrece parches de seguridad y características nuevas o mejoradas, que se pueden descargar de la misma manera. El martes 17 de marzo de 2009, Apple presentó la nueva versión 3.0. El lanzamiento del (entonces llamado) iPhone OS 3.0 fue el 17 de junio de 2009, incluyendo nuevas características como "cortar y pegar". Apple anunció la versión 4.0 con fecha de lanzamiento programada para el 21 de junio de 2010, que destaca entre otras características, la función de multitarea, carpetas de aplicaciones, soporte para teclados Bluetooth, etc. Luego se lanzó iOS 7.1.2, actualización del 14 de noviembre de 2013, que presenta un nuevo diseño en la interfaz de usuario, así como mejoras significativas en las funcionalidades de los equipos compatibles. Siguió la actualización iOS 8.0, lanzada el 17 de septiembre de 2014, que mantiene su diseño anterior e incorpora nuevas funcionalidades como salud, spotlight y time-lapse. iOS 8 es solo compatible desde el iPhone 4s en adelante. iOS 8.4.1 en el 2015. iOS 9 fue lanzado en junio de 2015 y mejora la batería además del modo ahorro de batería, estuvo disponible el 26 de septiembre, luego del lanzamiento oficial del iPhone 6s y iPhone 6s plus. Actualmente, se encuentra iOS 9.3; fue lanzado el 21 de marzo de 2016 y cuenta con mejoras en el software, además de una nueva opción llamada 'Night shift' que disminuye la intensidad del color de la pantalla dependiendo de la hora que tenga el iPhone, algunas mejoras en la aplicación 'Health' y corrección de errores en el sistema.

### Multimedia
La disposición de la biblioteca de música es similar a los iPods y a los teléfonos Symbian S60, con las secciones divididas más claramente por orden alfabético y con una fuente (letra) más grande. Como los iPods, el iPhone puede clasificar su biblioteca de medios de comunicación por canciones, artistas, álbumes, vídeos, playlists, géneros, compositores, podcasts, audiobooks y recopilatorios. Flujo de carátulas, sobre iTunes, muestra las carátulas de los diferentes álbumes.
El iPhone soporta la repetición sin espacios sin música en medio de las canciones.
Como la quinta generación de iPods introducida en 2005, el iPhone puede reproducir vídeos, permitiendo a los usuarios ver la televisión y películas. A diferencia de otros contenidos relacionados con la imagen, el vídeo en el iPhone se muestra el la orientación horizontal, cuando el teléfono se gira de manera lateral. Al hacer doble “clic” cambia entre pantalla gigante y reproducción de vídeo a pantalla completa.
El iPhone permite a los usuarios comprar y descargar canciones de la tienda de iTunes directamente desde su iPhone con Wi-Fi y sobre la red de datos móvil.

### Conectividad de Internet y accesibilidad
El primer iPhone puede conectarse a un área local Wi-Fi o global GSM o la red EDGE, ambas normas 2G. Como justificación a esta limitación frente a otros dispositivos de la competencia, Steve Jobs declaró en septiembre de 2008 que la tecnología 3G tendría que extenderse en los Estados Unidos y que los chipsets 3G tendrían que hacerse mucho más eficientes antes de incluirlos en el iPhone. El iPhone 3G soporta UMTS y HSDPA, pero no redes HSUPA. No está claro si soporta HSDPA 3,6 o HSDPA 7,2. Por defecto, el iPhone pedirá una nueva conexión Wi-Fi abierta y preguntará la contraseña cuando se necesite, también soportando manualmente la conexión de redes Wi-Fi cerradas.
Sin embargo el soporte Wi-Fi del dispositivo tiene dos grandes inconvenientes. El primero es que solo soporta parcialmente el sistema WEP (el más usado), permitiendo acceder solo si se está usando el índice de clave 1 (WEP permite índices 1 a 4). Si el índice no es 1m no permite navegar, aunque el dispositivo muestra al terminal como conectado. Esto es un gran problema, porque no se pueden utilizar una gran cantidad de redes públicas; este "problema" no parece que vaya a solucionarse, pues los usuarios se lo llevan notificando a Apple desde antes de 2007 yApple no ha respondido por el momento.[cita requerida] Además, no permite indicar claves en formato hexadecimal, por lo que solo se puede conectar a redes con una palabra de paso como clave.
Cuando Wi-Fi está activo, el iPhone automáticamente cambiará la red de EDGE a cualquier red Wi-Fi cercana y que se haya probado antes. La versión 2.0 del Sistema operativo del iPhone soporta 802.1X, que se utiliza en muchas universidades y redes Wi-Fi corporativas.
La conexión a Internet universal ofrecida por el iPhone ha sido utilizada por los usuarios. Según Google, el iPhone genera 50 veces más búsqueda que cualquier otro microteléfono móvil. Según el presidente de Deutsche Telekom René Obermann, “el uso medio de Internet para un cliente iPhone es más de 100 MB”.
El iPhone es capaz de acceeder a Internet por medio una versión modificada del navegador de Web de Safari. Las páginas Web pueden verse en modo horizontal y se puede usar el zum automático para juntarlo o extenderlo con las yemas de los dedos sobre la pantalla. El navegador web muestra páginas web completas, similares a un navegador web de escritorio, y soporta el zum haciendo doble-clic en la pantalla.
Apple desarrolló una aplicación para el iPhone que permitía tener acceso al servicio de mapas de Google Maps, satélite o forma híbrida (opción de Google Maps), una lista de resultados de la búsqueda, o direcciones entre dos posiciones, proporcionando la información de tráfico en tiempo real. Durante el anuncio del producto, Jobs demostró esta característica buscando posiciones cerca de Starbucks. Aunque el iPhone no soporte Flash, Apple también desarrolló una aplicación separada para ver vídeos de YouTube sobre el iPhone, similar al sistema usado para la televisión de Apple, pero ya no está disponible. Ahora la versión presente en el sistema es una desarrollada por Google, disponible a través de la App Store.

### Correo electrónico
El iPhone también destaca el programa de correo electrónico que soporta el correo electrónico de HTML, que permite al usuario integrar fotos en un mensaje electrónico. PDF, Word y accesorios de Excel para enviar mensajes, pueden verse en el teléfono. Actualmente, Correo Yahoo! y Gmail ofrecen el servicio del correo electrónico de Push-IMAP, similar a una BlackBerry, para el iPhone; IMAP y POP3 son soportados por el iPhone, incluyendo Microsoft Exchange y Kerio MailServer. Esto actualmente se logra abriendo IMAP sobre el servidor Exchange. Sin embargo, el 11 de julio de 2008, Apple anunció una licencia de Microsoft ActiveSync, cuando fue liberado el iPhone 2.0 con programas consolidados. El iPhone va a los ajustes de cuenta de correo electrónico de sincronización del propio uso de correo de Apple, Microsoft Outlook y Microsoft Entourage, o la configuración manual de ajustes del dispositivo. Con los ajustes correctos, el programa de correo electrónico puede comprobar casi cualquier IMAP o cuenta de POP3.

### Entrada de texto
Para la entrada de texto, el dispositivo pone en práctica un teclado virtual sobre la pantalla táctil. Comprueba la ortografía de manera automática y la corrige, tiene capacidad predictiva de palabras (con solo pulsar 2 letras busca la palabra que queremos escribir), y tiene un diccionario que puede aprender nuevas palabras. Esta función era criticada porque a veces resultaba molesta, así que Apple presentó una actualización que permite desactivarla. Las teclas son algo más grandes y el espacio está más alejado en el modo horizontal, al principio solo estaba disponible en el navegador web Safari, pero más tarde se permitió la vista horizontal con su respectivo teclado horizontal en más aplicaciones. No hacer más hincapié en la creación del texto se ha considerado una de las principales debilidades del iPhone, pero otros creen que el teclado virtual es un riesgo que merece la pena. La carencia de un teclado físico permite optimizar el teclado para diferentes usos y lenguas.[cita requerida]

### Otros
El Bluetooth 2.X + EDR soporta auriculares inalámbricos, que requieren el perfil HSP, pero notablemente no soportan audio estéreo (necesitan A2DP), el ordenador portátil (necesita DUN y SPP) o el protocolo de transferencia de archivos OBEX (necesita FTP, GOEP, y OPP). La carencia de estos perfiles impide a los usuarios del iPhone intercambiar archivos multimedia con otros teléfonos móviles que tengan Bluetooth, incluyendo imágenes, música y vídeos. Sin embargo gracias al jailbreak y a la aparición de programas diseñados por hackers (como por ejemplo iBluetooth/iBlueNova y A2DP Enabler), hoy en día sí se pueden compartir todo tipo de archivos vía Bluetooth con un iPhone o utilizar unos auriculares estéreo con él, ya se han desbloqueado la mayoría de los perfiles del Bluetooth del iPhone aunque aun quedan algunos sin desbloquear.[cita requerida]
En cuanto a los mensajes de texto, se presentan cronológicamente en un buzón para enviar, que coloca todos los mensajes junto con sus respuestas. Los mensajes de texto se muestran en un formato similar a iChat, con el nombre de cada mensaje. El iPhone actualmente tiene soporte fijo a los correos electrónicos, el envío y los borradores de los sms y envía imágenes de la cámara al correo electrónico de forma directa. Soporta la multirrecepción de SMS mediante la actualización de software añadida en enero de 2008.

## Restricciones
En junio de 2010 se descubrió que el dispositivo recopilaba información sin permiso del usuario, de manera similar a Android. Ahora, ambos solicitan permiso al usuario.

### Bloqueos de operadora
Mientras al principio los iPhone fueron vendidos bloqueados sobre la red de AT&T, varios hackers han encontrado métodos para liberar el teléfono. Más recientemente, algunas empresas han comenzado a vender iPhones libres. Se calcula que más de la cuarta parte de los iPhone de primera generación que se vendieron en Estados Unidos no se registraron con AT&T. Apple especula que probablemente fueron importados y liberados. AT&T ha declarado que el “iPhone no puede desbloquearse, incluso si está fuera de contrato”.
El 21 de noviembre de 2008, en Alemania, la compañía telefónica T-Mobile anunció que vendería el teléfono abierto y sin un contrato con T-Mobile, a causa de una prescripción preliminar contra el T-Mobile puesto en el lugar de su competidor, Vodafone. Esto se debe a que en Alemania, al igual que en Hong Kong (China), hay regulaciones que obligan a las compañías telefónicas a vender equipos desbloqueados. Sin embargo, el 4 de diciembre de 2008, un tribunal alemán decidió conceder derechos exclusivos a T-Mobile de vender el iPhone bloqueado, a cambio, T-Mobile ofrecerá abrir los iPhones de los clientes después de que termine el contrato. La empresa puede hacer una petición a Apple para poder desbloquear el equipo con consentimiento y de esta forma, pondrá al día los ajustes de la empresa sobre la siguiente reestructuración del iPhone. Asimismo, los clientes de las empresas Optus y Vodafone en Australia han coincidido en la decisión de desbloquear sus teléfonos para trabajar sobre cualquier red.
A comienzos de 2009, un grupo de hackers llamado iPhone Dev Team aseguró haber desarrollado un software que permite desbloquear completamente el iPhone. También afirman que el teléfono puede utilizarse con cualquier operadora telefónica de cualquier país. Sin embargo, hay críticos que advierten del riesgo que conlleva para Apple este nuevo Jailbreak, debido a que puede desestabilizar el modelo de comercialización del iPhone, pues Apple ha logrado acuerdos exclusivos con las operadoras para su venta, garantizando su utilización únicamente en la red de las mismas.

## Vigilancia masiva de agencias inteligencia
En 2013 se descubrió que las agencias de inteligencia estadounidenses y británicas, concretamente la Agencia de Seguridad Nacional (NSA) y el GCHQ, tienen acceso a los datos personales de las personas que tienen iPhone, Blackberry y teléfonos con software Android. Las agencias son capaces de obtener registros de las llamadas telefónicas, SMS, localizaciones geográficas, correos electrónicos y notas.